# Esther Muir
Esther Muir (11 de marzo de 1903 – 1 de agosto de 1995) fue una actriz estadounidense en Broadway y en películas de Hollywood.

## Primeros años
Nacida en Andes, Nueva York, Muir tenía seis hermanas y tres hermanos. Empezó a modelar en la ciudad de Nueva York mientras seguía siendo una estudiante de secundaria.[cita requerida]

## Carrera

### Teatro
Mientras seguía en la secundaria, Muir se convirtió en showgirl en el Greenwich Village Follies (1922). Participó en el International Review, Majestic Theatre y en el The Earl Carroll Vanities.

### Cine
Muir apareció con los hermanos Marx en A Day At The Races (1937). Ella viajó con los Marxes en una versión teatral donde el material de la película fue ensayado y elaborado antes del rodaje. Muir describió a los hermanos Marx como actores cómicos diligentes que a veces trabajaban días y semanas en una escena para perfeccionarla. Jugamos bromas y nos reímos mucho a pesar del trabajo duro y desordenado. Los hermanos Marx improvisaron material más divertido de lo que los cuatro mejores escritores podrían inventar para ellos. Fue una experiencia inolvidable, así como una prueba lucrativa." Sus otros créditos en la pantalla incluyen papeles en I 'll Take Romance (1937), City Girl (1938) y The Girl and the Gambler (1939).
"La decepción de mi vida fue no interpretar a Belle Watling en Gone With the Wind. Algunas personas habían escrito y me sugirieron para el papel, y David Selznick me envió el guión. Estaba en la nube nueve. Nunca olvidaré al productor diciendo: "He publicado varias de tus fotos y admiro tu trabajo. Sin embargo, cada vez que interpretas a un personaje difícil, algo de dulzura se manifiesta. Algún día te usaré. Sintió mi gran decepción."

## Vida personal y muerte
Una introducción del columnista Walter Winchell finalmente condujo al matrimonio de Muir con el director y coreógrafo de Hollywood Busby Berkeley. Se casaron en Baltimore, Maryland, en noviembre de 1929 y se divorciaron en 1931. "Su madre enviudó cuando Bus era un niño pequeño, por lo que lo mantuvo con correa hasta que se casó," ella dijo en 1990. "Yo era el guardián de mi esposo, pero ella continuó cobrando su salario. Sus delirios de glamour, con un apartamento de Park Avenue en Nueva York, una mansión en Dover y la mansión de Loretta Young en Beverly Hills, requerían un ingreso Getty para cubrir sus gastos. Me quedé con las facturas de nuestro pequeño apartamento de Hollywood y las necesidades de la vida." Originalmente dejó de trabajar para centrarse en su esposo, pero la necesidad de dinero la llevó a aceptar un papel en un revival de My Girl Friday!, que finalmente llevó al divorcio.
El 3 de enero de 1932, Muir y el actor Rex Lease anunciaron su compromiso. No se había fijado fecha para la boda, y los dos estaban esperando los decretos finales en las acciones de divorcio.
Muir se casó con el compositor y productor Sam Coslow en Mexicali, México, el 1 de noviembre de 1934. La pareja repitió sus votos matrimoniales un año después en Ventura, California. El matrimonio terminó en divorcio en 1948. Su hija, Jacqueline Coslow, se convirtió en actriz y se casó con el actor Ted Sorel (né Theodore Eliopoulos).
Muir también estuvo casado con Richard Brown, presidente de General Time Corporation.
Muir desarrolló bienes raíces en el sur de California en la década de 1950. Cuatrocientas casas del tramo estaban entre los proyectos que ella supervisó. Tuvo polio brevemente pero se recuperó por completo en dos años.
El 1 de agosto de 1995, Muir murió en el Northern Westchester Hospital en Mount Kisco, Nueva York, a los 92 años. Había vivido en Somers, Nueva York.

## Filmografía
| - Joy Ride (1929) como Esther Studebaker (sin acreditar) - A Dangerous Affair (1931) como Peggy - Sailor's Luck (1933) como Minnie Broadhurst - Sweepings (1933) como Violet - Wine, Women and Song (1933) como Lolly - The Woman Who Dared (1933) como Mae Compton - So This Is Africa (1933) como Mrs. Johnson-Martini - I Love That Man (1933) como Babe - Masseuse - His Weak Moment (1933, cortometraje) - Broadway Thru a Keyhole (1933) como corista (sin acreditar) - Hell and High Water (1933) como la madre de Barney - Public Stenographer (1934) como Lucille 'Lucy' Weston - Caravan (1934) como la líder de banda de Beer Garden (sin acreditar) - Unknown Blonde (1934) como Mrs. Vail - Picture Brides (1934) como Flo Lane, novia rubia con lejía - The Party's Over (1934) como Tillie (sin acreditar) - The Gilded Lily (1935) como divorciada (sin acreditar) - Here's to Romance (1935) como pianista (sin acreditar) - The Gay Deception (1935) como esposa de Spellek (sin acreditar) - It Always Happens (1935, cortometraje) como Jane, cuñada de Andy - Racing Luck (1935) como Elaine Bostwick - Coronado (1935) como invitada del hotel (sin acreditar) - The Great Ziegfeld (1936) como Burlesque Prima Donna (sin acreditar) - The First Baby (1936) como novia del tipo duro (sin acreditar) | - Fury (1936) como chica en un apartamento escuchando la radio (sin acreditar) - A Girl's Best Years (1936, Short) como buscadora de oro (sin acreditar) - High Hat (1937) como Carmel Prevost - A Day at the Races (1937) como Cokey 'Flo' - On Again-Off Again (1937) como Nettie Horton - I'll Take Romance (1937) como Panda - Under Suspicion (1937) como Frances - Love on Toast (1937) como Julie - City Girl (1938) como Flo Nichols - Romance in the Dark (1938) como Prima Donna - Battle of Broadway (1938) como Opal Updyke - Three Comrades (1938) as Frau Schmidt (sin acreditar) - The Toy Wife (1938) como mujer rubia (sin acreditar) - Sunset Murder Case (1938) como Lora Wynne - The Law West of Tombstone (1938) como Madame Mustache - Western Jamboree (1938) como duquesa - The Story of Vernon and Irene Castle (1939) como papel menor (sin acreditar) - The Girl and the Gambler (1939) como Madge - Misbehaving Husbands (1940) como Grace Norman - Stolen Paradise (1940) como Mrs. Ellen Gordon - Honky Tonk (1941) como prostituta (sin acreditar) - The Mayor of 44th Street (1942) como Hilda, operadora de teléfono - X Marks the Spot (1942) como Bonnie Bascomb (último papel cinematográfico) |